# Liste der Local und Metropolitan Municipalitys in der Provinz Westkap

Die Provinz Westkap mit Distrikten und Gemeinden (Stand 2016)

Die Liste der Gemeinden in der Provinz Westkap führt alle Gemeinden (Local Municipalities und Metropolitan Municipalities) in der südafrikanischen Provinz Westkap (Western Cape) auf.
Westkap ist in eine Metropolgemeinde sowie fünf Distrikte (District Municipalities) mit insgesamt 24 Gemeinden eingeteilt. Die City of Cape Town Metropolitan Municipality bildet die einzige Metropolgemeinde in der Provinz und gehört zu keinem Distrikt.

## Legende
- Gemeinde: Name der Gemeinde
- Voller Name: Offizielle Bezeichnung der Gemeinde
- Code: Code der Gemeinde (Municipal Code)
- Sitz: Verwaltungssitz der Gemeinde
- Einwohner (Zensus): Anzahl der Einwohner der Gemeinde nach der Volkszählung aus dem Jahr 2001
- Einwohner (Zensus): Anzahl der Einwohner der Gemeinde nach der Volkszählung aus dem Jahr 2011
- Fläche: Fläche der Gemeinde (Stand 2011)
- Distrikt: Distrikt, zu dem die Gemeinde gehört

## Liste
| Gemeinde          | Voller Name                                 | Code  | Sitz            | Einwohner Zensus 2001 | Einwohner Zensus 2011 | Fläche (km²) | Distrikt       |
| ----------------- | ------------------------------------------- | ----- | --------------- | --------------------- | --------------------- | ------------ | -------------- |
| Matzikama         | Matzikama Local Municipality                | WC011 | Vredendal       | 50.208                | 67.147                | 12.981       | West Coast     |
| Cederberg         | Cederberg Local Municipality                | WC012 | Clanwilliam     | 39.326                | 49.768                | 8.007        | West Coast     |
| Bergrivier        | Bergrivier Local Municipality               | WC013 | Piketberg       | 46.325                | 61.897                | 4.407        | West Coast     |
| Saldanha Bay      | Saldanha Bay Local Municipality             | WC014 | Vredenburg      | 70.440                | 99.183                | 2.015        | West Coast     |
| Swartland         | Swartland Local Municipality                | WC015 | Malmesbury      | 72.115                | 113.762               | 3.707        | West Coast     |
| Witzenberg        | Witzenberg Local Municipality               | WC022 | Ceres           | 83.567                | 115.946               | 10.753       | Cape Winelands |
| Drakenstein       | Drakenstein Local Municipality              | WC023 | Paarl           | 194.417               | 251.262               | 1.538        | Cape Winelands |
| Stellenbosch      | Stellenbosch Local Municipality             | WC024 | Stellenbosch    | 118.709               | 155.733               | 831          | Cape Winelands |
| Breede Valley     | Breede Valley Local Municipality            | WC025 | Worcester       | 146.028               | 166.825               | 3.833        | Cape Winelands |
| Langeberg         | Langeberg Local Municipality                | WC026 | Ashton          | 81.271                | 97.724                | 4.518        | Cape Winelands |
| Theewaterskloof   | Theewaterskloof Local Municipality          | WC031 | Caledon         | 93.276                | 108.790               | 3.232        | Overberg       |
| Overstrand        | Overstrand Local Municipality               | WC032 | Hermanus        | 55.451                | 80.432                | 1.708        | Overberg       |
| Cape Agulhas      | Cape Agulhas Local Municipality             | WC033 | Bredasdorp      | 26.468                | 33.038                | 3.467        | Overberg       |
| Swellendam        | Swellendam Local Municipality               | WC034 | Swellendam      | 28.076                | 35.916                | 3.835        | Overberg       |
| Kannaland         | Kannaland Local Municipality                | WC041 | Ladismith       | 23.971                | 24.767                | 4.758        | Garden Route   |
| Hessequa          | Hessequa Local Municipality                 | WC042 | Riversdale      | 44.114                | 52.642                | 5.733        | Garden Route   |
| Mossel Bay        | Mossel Bay Local Municipality               | WC043 | Mossel Bay      | 71.494                | 89.430                | 2.011        | Garden Route   |
| George            | George Local Municipality                   | WC044 | George          | 135.409               | 193.672               | 5.191        | Garden Route   |
| Oudtshoorn        | Oudtshoorn Local Municipality               | WC045 | Oudtshoorn      | 84.692                | 95.933                | 3.537        | Garden Route   |
| Bitou             | Bitou Local Municipality                    | WC047 | Plettenberg Bay | 29.182                | 49.162                | 992          | Garden Route   |
| Knysna            | Knysna Local Municipality                   | WC048 | Knysna          | 51.468                | 68.659                | 1.109        | Garden Route   |
| Laingsburg        | Laingsburg Local Municipality               | WC051 | Laingsburg      | 6.680                 | 8.289                 | 8.784        | Central Karoo  |
| Prince Albert     | Prince Albert Local Municipality            | WC052 | Prince Albert   | 10.512                | 13.136                | 8.153        | Central Karoo  |
| Beaufort West     | Beaufort West Local Municipality            | WC053 | Beaufort West   | 37.106                | 49.586                | 21.917       | Central Karoo  |
| City of Cape Town | City of Cape Town Metropolitan Municipality | CPT   | Kapstadt        | 2.892.243             | 3.740.026             | 2.460        | –              |